# Pennan
Pennan ist ein schottisches Fischerdorf. Es liegt in der Council Area Aberdeenshire etwa 15 km westlich von Fraserburgh.
Pennan liegt als langgezogenes Straßendorf zwischen der Küstenlinie und mehreren direkt hinter den Häusern steil aufragenden Felsen. Aufgrund dieser idyllischen Lage wurde es als Hauptdrehort für den Film Local Hero ausgewählt. Pennan stellt im Film den fiktionalen Ort Ferness dar. Berühmt wurden vor allem die Szenen, in denen der Protagonist des Films MacIntyre – gespielt von Peter Riegert – mehrfach aus einer direkt auf der Hafenmauer stehenden roten Telefonzelle bei seinem Vorgesetzten Felix Happer – gespielt von Burt Lancaster – in dessen texanischer Heimat anruft. Die im Film verwendete Telefonzelle war eine Attrappe. Aufgrund der großen Anzahl von Besuchern, die im Ort nach genau dieser Telefonzelle suchte, wurde aber 1989 einige Meter neben dem Aufstellungsort der Attrappe ein funktionstüchtiges Telefonhäuschen installiert. Es wird scherzhaft als Schottlands berühmteste Telefonzelle bezeichnet. 
Die Bewohner des Ortes lebten über Jahrhunderte vor allem vom Fischfang. Auch noch heute wird von Pennan aus Fischerei betrieben. Viele ehemalige Fischer sind aber aufgrund der schwierigen Lebensbedingungen im Ort in den letzten Jahren abgewandert. Die frei gewordenen Häuser werden heute zumeist als Ferienhäuser genutzt. Im Jahr 2007 wurden Teile des Ortes durch einen Erdrutsch beschädigt. Ein 2009 entdeckter neuer Riss in den Felswänden lässt weitere Erdrutsche befürchten. 
In der Nähe liegt Cullykhan Fort (auch Castle Point, Fort Fiddes oder Troup genannt).

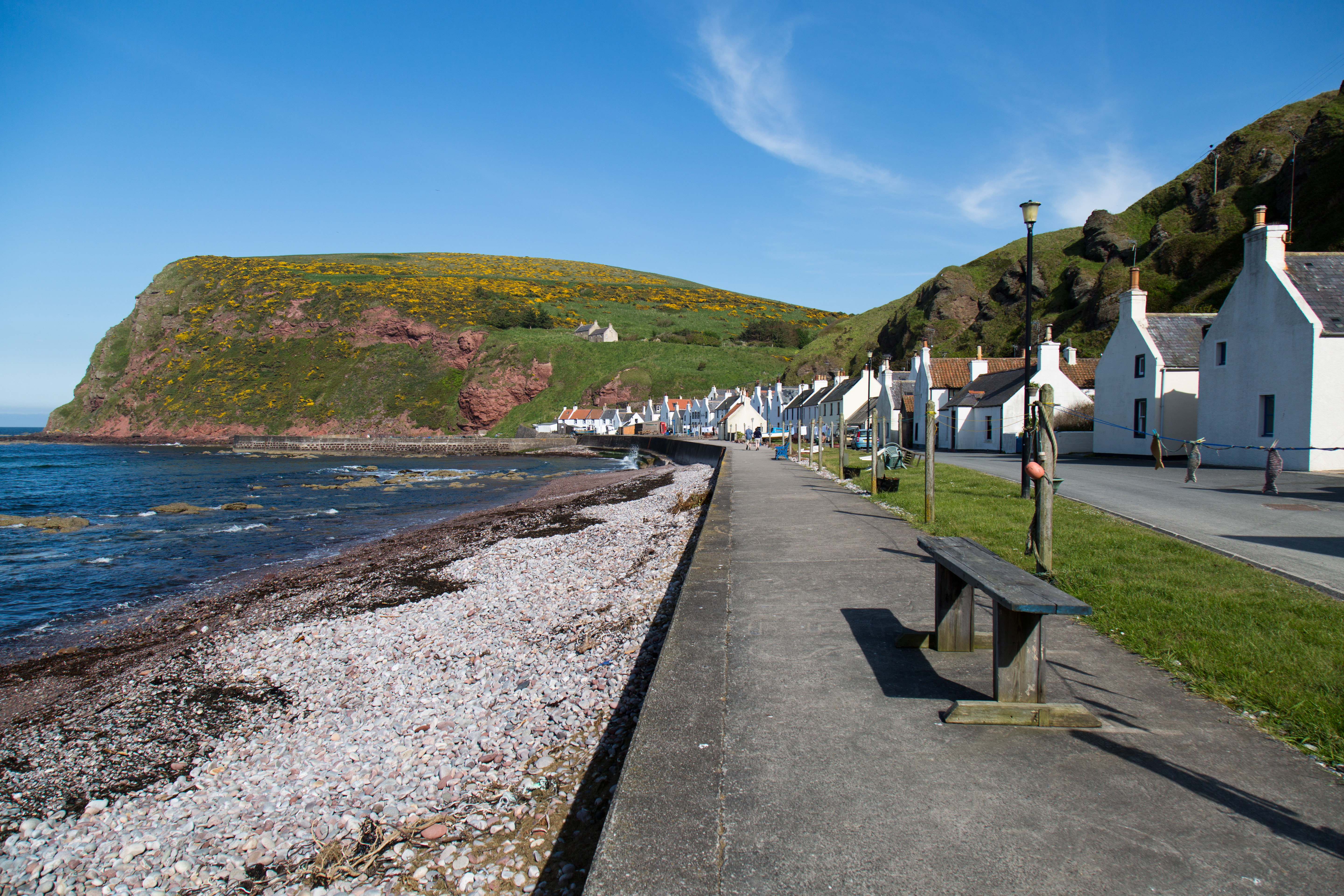
Pennan von der Uferstraße aus fotografiert
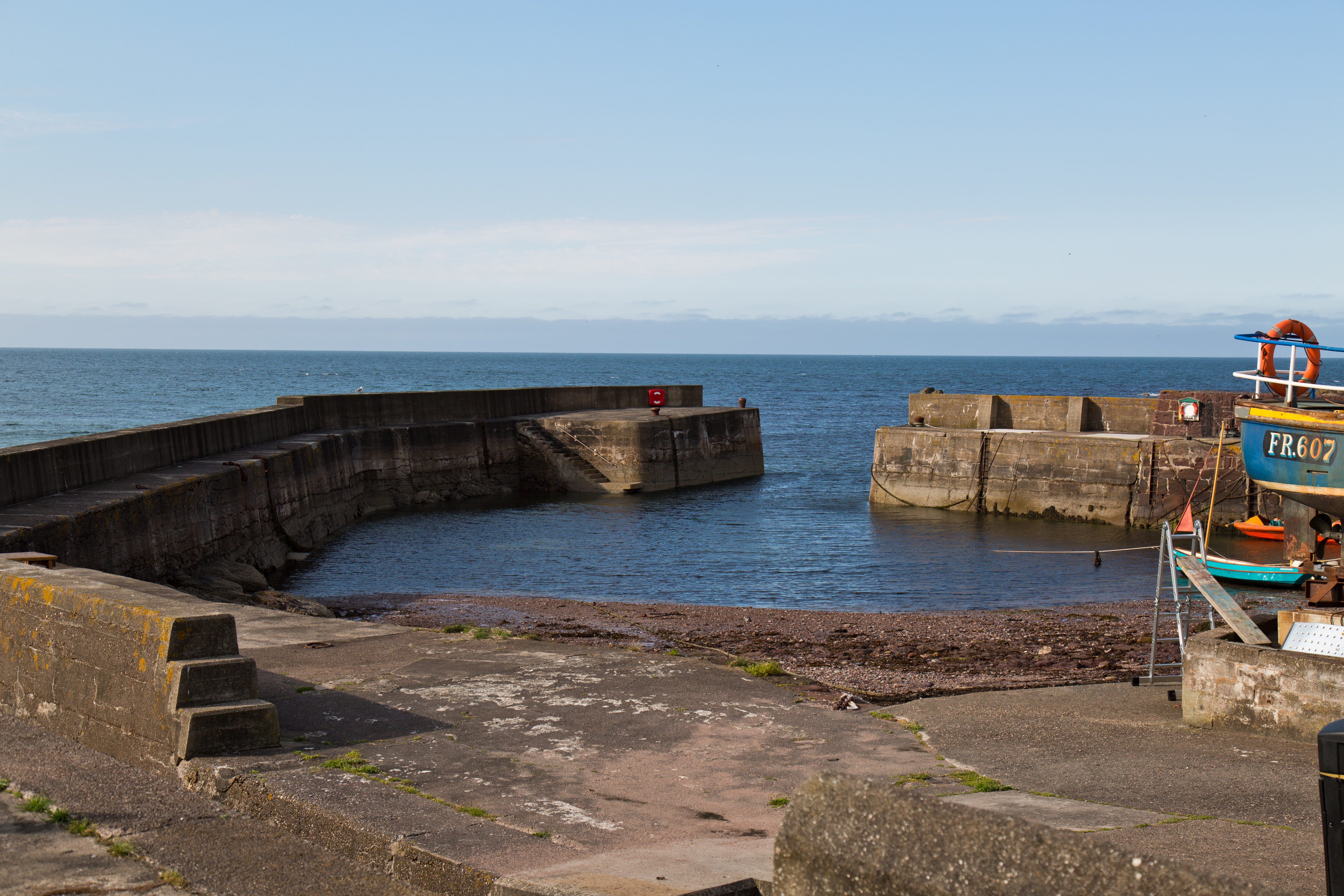
Der Hafen von Pennan bei Ebbe
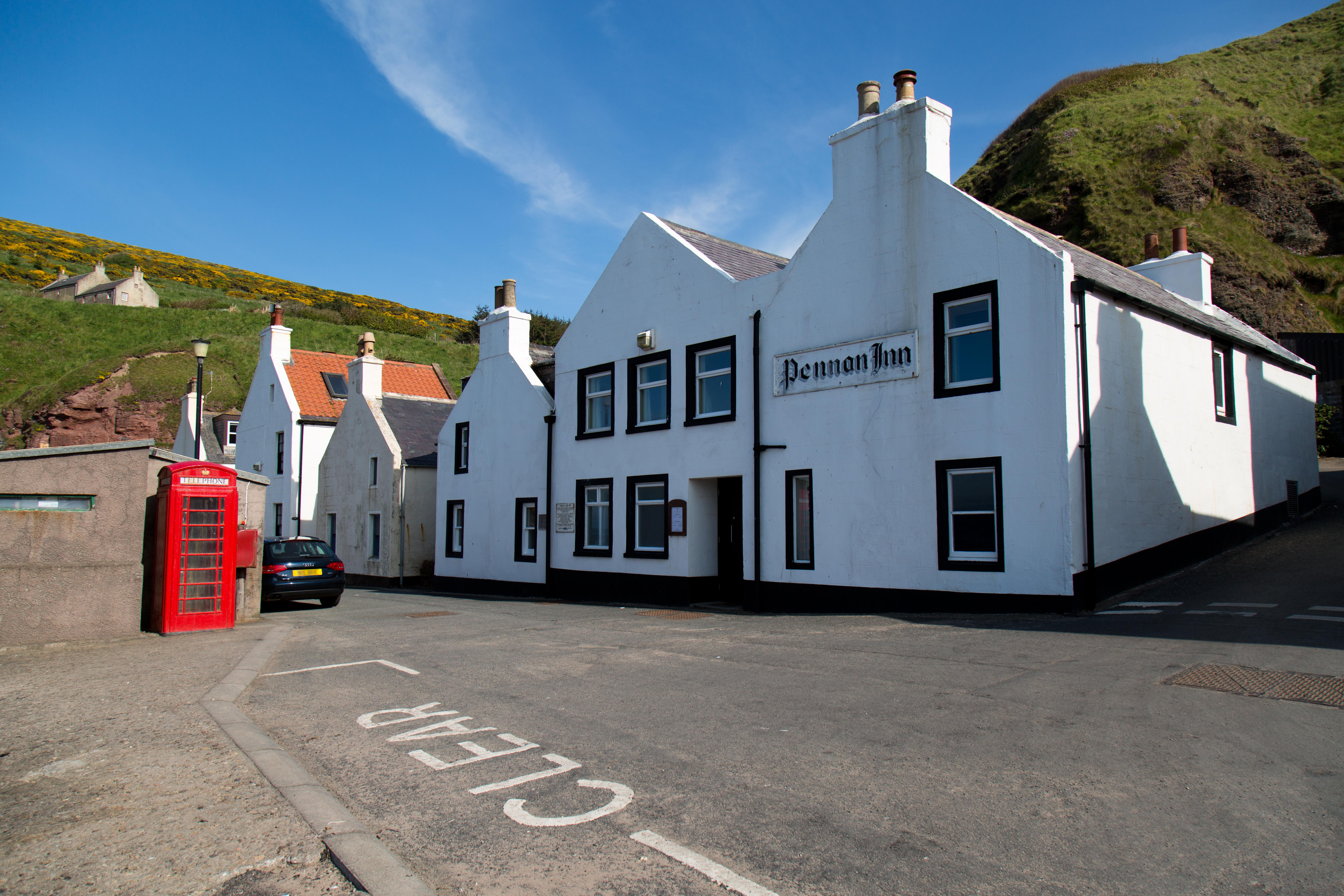
Telefonzelle in Pennan